# يوليان باومغارتنر
يوليان باومغارتنر (بالألمانية: Julian Baumgartner)‏ (27 يوليو 1994 في النمسا - ) هو لاعب كرة قدم نمساوي في مركز الوسط. لعب مع نادي رييد.

## وصلات خارجية
- يوليان باومغارتنر على موقع قاعدة بيانات كرة القدم.إي يو (الإنجليزية)
- يوليان باومغارتنر على موقع Soccerway.com (الإنجليزية)
- يوليان باومغارتنر على موقع عالم كرة القدم.نت (الإنجليزية)